# 金登幹
金登幹（英語：James Duncan Campbell，1833年2月9日—1907年12月3日），英國蘇格蘭愛丁堡人，大清皇家海關總稅務司赫德的重要助手，曾任清海關駐倫敦辦事處主任，代理清政府辦理一些歐洲的外交事務。
他於1856年到1862年在英國財政部與郵局擔任公職，1863年應李泰國之邀到北京的海關總稅務司任職。1868年受清廷委託與瑪斯試圖從葡萄牙手中贖買澳門不成。1874年赫德任命他為海關駐倫敦辦事處主任。1875到1880年他為北洋大臣李鴻章的北洋水師向英國訂購了11艘炮艇，1879年他為北洋水師向英國接洽訂購兩艘超勇級巡洋艦揚威號、超勇號。他也經辦中國郵政在英國印製郵票事宜。
1877年他為中國歷史上第一個駐外外交機構中國駐英國大使館租下現址。中法戰爭期間，他促進了中法和議，清廷授權他和法國於1885年4月4日在巴黎簽訂中法停戰協定，因此清廷授與他御賜雙龍寶星，英國授與他聖米迦勒及聖喬治三等勳章。1887年3月26日，他與葡萄牙代表草簽了《中葡里斯本草約》，同年12月1日，清廷與葡萄牙代表在北京正式簽署《中葡和好通商條約》，同意草約中葡國永駐管理澳門等條款。

## 生平
金登幹於1833年2月9日出生在英國蘇格蘭首府愛丁堡，父親羅伯特·坎貝爾（Robert Campbell）是英國陸軍第四十六步兵團少校，來自蘇格蘭古老的名門金寶（坎貝爾）氏族；母親Louisa也是蘇格蘭人，其外祖父David Baillie在牙買加經商致富。他於1845年就讀卓特咸學院，畢業後其父要他選擇就讀牛津大學貝利奧爾學院或是出國讀書，他選擇出國，於1851及1852年在法國濱海布洛涅與巴黎讀書，1853年就讀海德堡大學。他因此精通法語與德語。:1-2
他於1855年回到英國，在尋求公職時由於超齡兩次受挫，1856年2月英國郵政署長阿蓋爾公爵為他在郵局安插了一個工作。他於8月考進英國財政部，不久擔任財政部長查爾斯·特里維廉男爵的秘書。1858年他考進財政部審計辦公室任職。他在英國的7年公職經驗為他後來在清海關的工作鋪路。:3-4
1862年底他受清海關總稅務司李泰國之邀，從英國財政部辭職，於1863年6月隨李泰國抵達北京，任總稅務司署署理文案稅務司，兼任李泰國的首席秘書。李泰國受清廷委託用海關收入組建了阿思本艦隊後，與清政府發生嚴重分歧，兩人因此於1863年11月到上海搭乘阿思本艦隊回到英國，處理拍賣。清政府因此將李革職。:6-9赫德1863年繼任總稅務司後，他成為赫德的助手與密友，與之合作34年。赫德1866年回到英國時，任命他為其首席秘書，兩人於9月一起前往中國。
1868年8月22日，清廷委託對澳門情況極為熟悉的卸任西班牙公使瑪斯和金登幹出使葡萄牙，秘密談判贖買澳門事宜。清廷計畫用100萬兩白銀撥歸葡萄牙換取葡萄牙在澳門撤軍及交出炮台，以此贖回澳門的管轄治理權，並給了瑪斯30萬白銀作為活動經費。史稱「埃米利計畫（Emily Project）」。11月瑪斯於馬德里病故，赫德提議由金登幹繼續任務，但被總理衙門否決，計畫取消。
中國第一所新式學校—京師同文館是在赫德與恭親王奕訢的倡議下成立，赫德認為同文館的數學、天文学教习方根拔不稱職將其解僱，方根拔在英國在華最高法院控告赫德誹謗，赫德敗訴，1870年金登幹請假在英國時，赫德委託他上訴到英國樞密院司法委員會，最終法院裁定赫德有權決定解僱方根拔。赫德把原來的中國海關駐倫敦辦事處從一個純事務性的機構變成一個具有廣泛權力的機構，1874年派金登幹以“無任所秘書”的頭銜任辦事處主任，中國海關駐倫敦辦事處也成為代理清政府辦理某些歐洲事務的外交機構。北洋大臣李鴻章想購船建立北洋水師，赫德要金登幹向英國的阿姆斯特朗公司接洽，結果李鴻章從1875到1880年共訂購11艘排水量400多噸的倫道爾炮艇（包括Alpha級、Epsilon級、Gamma級與Iota級砲艇），用來防守港口。這批炮艇船小炮大，意圖以不對稱力量來對抗昂貴的鐵甲巨艦，被稱為「蚊子船」，結果在甲午戰爭威海衛之戰中多艘被俘或被擊沈。1879年，同樣在金登幹的推薦下，北洋水師以六十五萬兩白銀訂購了兩艘無防護巡洋艦超勇號與揚威號。然而超勇級兩艦為以低矮外形執行快速撞擊的戰術，無法搭載李鴻章十分重視的魚雷艇。這一點讓李鴻章非常不滿，認為是英方以及赫德聯手欺詐。李鴻章於是在訂購更大型的鐵甲艦時，改為向德國購買。
中國駐英國大使館建於1877年，是中國歷史上第一個駐外外交機構。郭嵩燾獲任命為首任清朝駐英國欽差大臣，負責馬嘉理事件的道歉事宜。1876年12月2日，郭嵩燾率領清朝首批駐英外交團隊從上海出發，於1877年1月21日抵達英國南安普敦。金登幹在赫德指示下，已經為其租用波特蘭坊49號用作公使館址之用。
1876年底，赫德經李鴻章同意，著手籌辦郵政系統，主要由天津海關的德璀琳經辦。德璀琳致信金登幹，要他研究在英國印製郵票，金登幹於1877年5月聯絡英國德納羅公司設計中國第一套郵票——大龍郵票——試樣（「英國方案」），雖然德璀琳最後採用另一設計（「中國方案」），但是英國方案的紅、綠、黃三種顏色與凸版印刷技術為大龍郵票採用。1896年（光緒二十二年），光緒帝下詔成立大清邮政局，原本要在英國印製中國第一套正式郵票，但因緩不濟急，赫德應葛顯禮之請改在日本東京以石版趕印一批「蟠龍郵票」，並由金登幹交給英國伦敦华德路公司以雕刻凹版印製，於1898年1月28日發行。這兩版中，倫敦雕版的線紋比東京石印版清晰。
中法戰爭期間，赫德在清政府同意下，於1885年2月派金登幹秘密赴巴黎促進中法和議。4月4日，清政府授權金登幹和法國外交部政務司司長畢樂在巴黎簽訂中法停戰協定。1885年6月9日中法簽訂《中法新約》。因此清廷於1885年6月24日授與他御賜雙龍寶星第二等第二品，英國授與他聖米迦勒及聖喬治三等勳章。:598-599
1887年（清光緒13年）3月26日，赫德指示金登幹前往里斯本，與曾任澳門總督的葡萄牙代表羅沙和葡萄牙外長巴羅果美舉行會議，並草簽了《中葡里斯本草約》。草約共四款，其中第一款是「定準在中國北京即議互換修好通商條約」，第二款是中國允准葡國永駐管理澳門。於是在同年12月1日，清政府派總理各國事務衙門大臣奕劻和工部左侍郎孫毓汶為代表，與葡萄牙代表羅沙在北京正式簽署《中葡和好通商條約》。根據條約，中國正式同意葡國永駐管理澳門。
1897年，張蔭桓代表清廷到英國參加維多利亞女王登基60周年大典，金登幹任其秘書，清廷下詔賜他雙龍寶星第二等第一品。:881902年慶親王奕劻長子载振奉命為英王愛德華七世加冕典禮專使，慶親王委任他為载振秘書。:103
他於1907年12月3日在海關駐倫敦辦事處無任所秘書任內去世。

## 相關著作
他與赫德的往來函電是研究晚清外交史的重要史料，中国社会科学院近代史硏究所和中國第二歷史檔案館將其整理出版為《中国海关密档：赫德, 金登干函电汇编, 1874-1907》。此書翻譯不夠準確，可以用英文版Archives of China's Imperial Maritime Customs: Confidential Correspondence Between Robert Hart and James Duncan Campbell, 1874-1907的原文比對。他的兒子撰寫的傳記James Duncan Campbell: A Memoir by His Son由哈佛大學出版社出版。

## 家庭
他於1870年9月22日與艾倫·瑪麗·劉易斯結婚。:60他們的兒子分別於1874、1876、1884年出生。他的長子從卓特咸學院畢業後在海關任職，於1892年9月在北京去世。:79

## 外部連結
- 金登幹1872年照片 （页面存档备份，存于）